# Fjodor Ignatjewitsch Strawinski

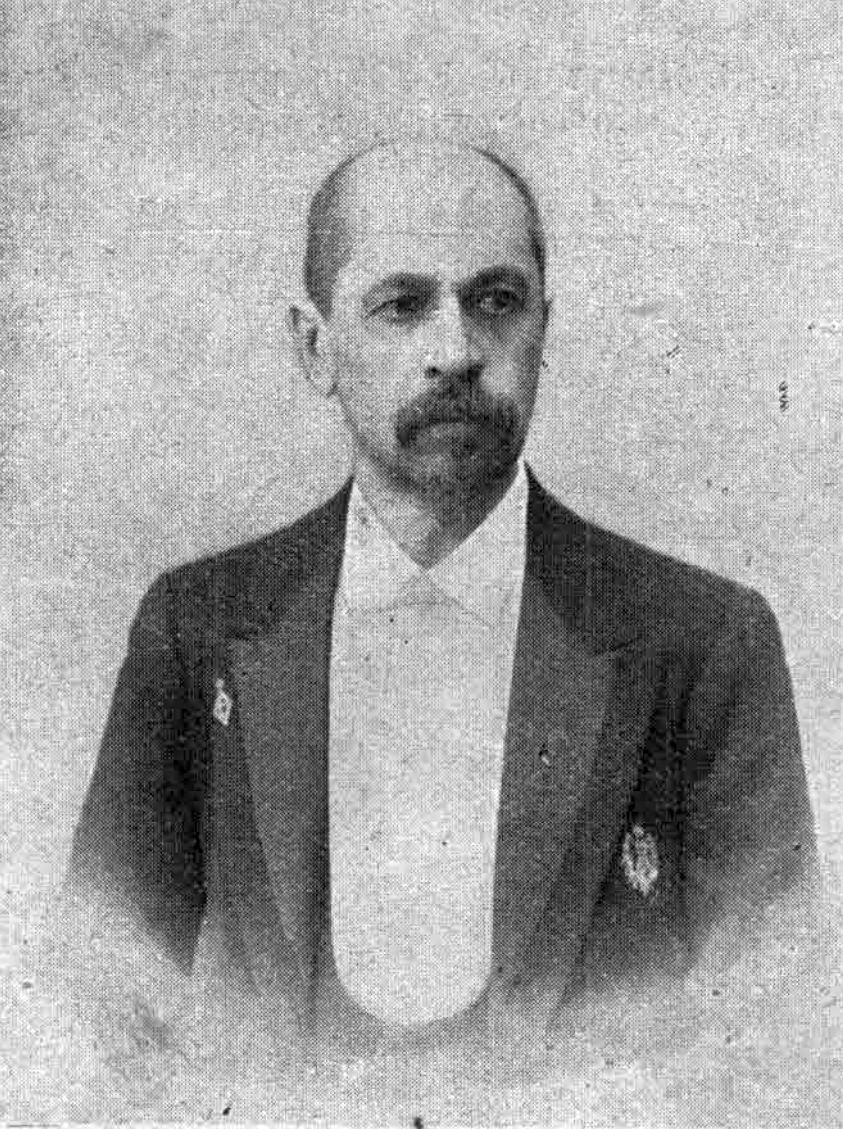
Fjodor Strawinski 1901

Fjodor Ignatjewitsch Strawinski, auch Fedor Ignatjewitsch Strawinsky (russisch Фёдор Игнатьевич Стравинский, ukrainisch Федір Гнатович Стравінський / Fedir Hnatowytsch Strawinskyj; * 8. Junijul. / 20. Juni 1843greg. in Novy Dvor (Aleksichi), Bezirk Retschyza, Gouvernement Minsk, Russisches Kaiserreich; † 21. Novemberjul. / 4. Dezember 1902greg. in Sankt Petersburg) war ein ukrainisch-russischer Opernsänger (Bass). Er zählte zu den bedeutendsten Opernsängern des Russischen Kaiserreichs und war der Vater von Igor Strawinsky.

## Leben
Fjodor Strawinski war der Sohn des katholischen Polen Ignaz Strawinski und der russisch-orthodoxen Alexandra Skorohodowa und wurde nach russischem Recht orthodox getauft.
Er begann an der Universität Odessa und der Wladimir-Universität Kiew zu studieren und beendete 1869 ein 1862 begonnenes Studium der Rechtswissenschaften am Lyzeum in Nischyn. Darauf folgend erwarb er eine musikalische Ausbildung am Sankt Petersburger Konservatorium und begann 1873 am Kiewer Opernhaus in der Rolle des Mephistopheles in der Oper Faust von Charles Gounod seine Gesangskarriere. In Kiew lernte er auch seine spätere Frau, die Pianistin Anne Cholodowskoi (Анне Кирилловне Холодовской 1854–1939), eine Verwandte von Sergei Djagilew, kennen. Von 1876 an war er die folgenden 26 Jahre am Mariinski-Theater in Sankt Petersburg, wo er in führenden Rollen an 59 Opern teilnahm.

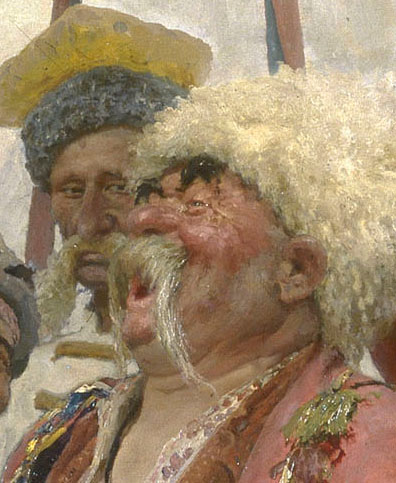
Fjodor Strawinski als Kosake im Hintergrund. Ausschnitt des Bildes „Die Saporoger Kosaken schreiben dem türkischen Sultan einen Brief“ von Ilja Repin

Fjodor Strawinski war in dem berühmten Gemälde „Die Saporoger Kosaken schreiben dem türkischen Sultan einen Brief“ von Ilja Repin Vorbild eines dort abgebildeten Saporoger Kosaken.
Er spielte häufig die Rolle des Mykola in Mykola Lyssenkos Oper Natalka Poltawka. Er war ein Bewunderer des ukrainischen Dichters Taras Schewtschenko und sammelte dessen Bücher und Publikationen wie auch die anderer ukrainischer Autoren wie Pantelejmon Kulisch, Hryhorij Kwitka-Osnowjanenko und Iwan Kotljarewskyj, die er in einer großen Bibliothek zusammentrug. Igor Strawinsky schildert seinen Vater als eine temperamentvolle, doch meist distanzierte Persönlichkeit.

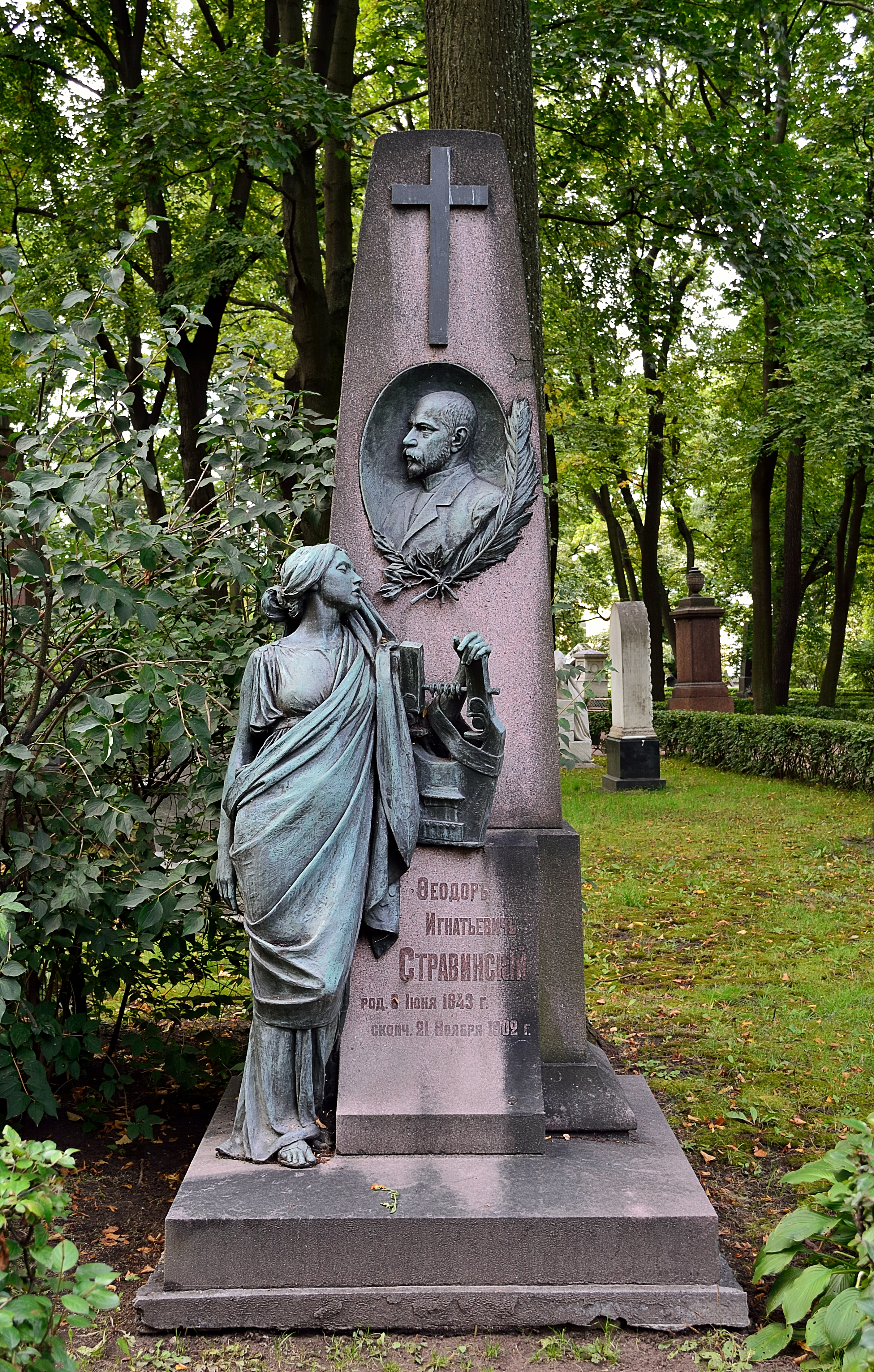
Der von den Bildhauern Wladimir Beklemischew und Leonid Posen gefertigte Grabstein von Fjodor Strawinski

Der mit Peter Tschaikowski befreundete Fjodor Strawinsky starb 59-jährig in Sankt Petersburg und wurde dort auf dem Tichwiner Friedhof am Alexander-Newski-Kloster beerdigt.

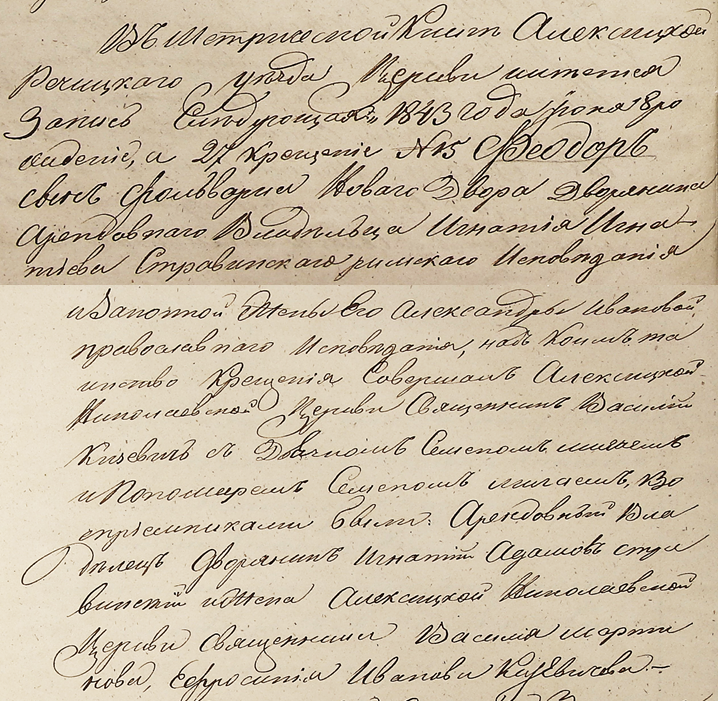
Auszug aus dem Geburts- und Taufbuch der Aleksich-Kirche von Fjodor Strawinsky.

## Familie
Fjodor Strawinski war der Vater des Komponisten und Dirigenten Igor Strawinsky, dem dritten seiner vier Söhne sowie der Großvater des Komponisten und Pianisten Soulima Stravinsky.